# Gangara
Pour les articles homonymes, voir Gangara (homonymie).
Gangara est une localité et une commune rurale du Niger, département de Gazaoua, région de Maradi.

## Géographie
La localité de Gangara est située sur la route entre Guidan Tanko et Gazaoua à 17 km au sud-ouest du chef-lieu départemental Gazaoua.
|       | Aguié   | Gazaoua |
| Aguié | Gangara | Gazaoua |
|       | Nigeria |         |

## Histoire
La localité dépendant de l'Émirat de Katsina au XIXe passe sous le contrôle de la France au début du XXe.
La commune rurale de Gangara instaurée en 2002, est issue du canton de Gangara. Initialement rattachée au département de Aguié, elle dépend du département de Gazaoua depuis 2011.

## Population
Elle comptait environ 39.532 habitants en 2010. Lors du recensement général de 2012, la population communale est relevée à 51 930 habitants, dont 1 263 habitants pour la localité chef-lieu communal.

## Localités
La commune s'étend sur 34 villages et de 37 hameaux à l'ouest du département de Gazaoua.

## Services et infrastructures
- Centre de Santé Intégré (CSI) à Gangara,  Dan Kolio Gabass et Malam Daweye[5].
- Collège d'enseignement général (CEG) à Gangara.
- Centre de formation des métiers (CFM) à Gangara.